# 3e Critics' Choice Television Awards
De derde editie van de Critics' Choice Television Awards, waarbij prijzen werden uitgereikt door de Broadcast Television Journalists Association in verschillende categorieën voor de beste Amerikaanse televisieprogramma's die werden uitgezonden tussen 1 juni 2012 en 31 mei 2013, vond plaats op 10 juni 2013 in het Beverly Hills Hotel in Beverly Hills.

## Winnaars en nominaties - televisieprogramma's
(De winnaars staan bovenaan in vet lettertype.)

#### Dramaserie
- Breaking Bad
- Game of Thrones
  - The Americans
  - Downton Abbey
  - The Good Wife
  - Homeland

#### Komische serie
- The Big Bang Theory
  - Louie
  - The Middle
  - New Girl
  - Parks and Recreation
  - Veep

#### Film of miniserie
- Behind the Candelabra
  - American Horror Story: Asylum
  - The Crimson Petal and the White
  - The Hour
  - Political Animals
  - Top of the Lake

#### Animatieserie
- Archer
  - Adventure Time
  - Phineas and Ferb
  - Regular Show
  - The Simpsons
  - Star Wars: The Clone Wars

#### Reality competitie
- The Voice
  - Chopped
  - Face Off
  - Shark Tank
  - So You Think You Can Dance
  - Survivor

#### Reality
- Duck Dynasty
- Push Girls
  - The Moment
  - Pawn Stars
  - Small Town Security
  - Wild Things with Dominic Monaghan

#### Talkshow
- The Daily Show with Jon Stewart
  - Conan
  - The Ellen DeGeneres Show
  - Jimmy Kimmel Live!
  - Late Night with Jimmy Fallon
  - Marie

## Winnaars en nominaties - acteurs

### Hoofdrollen

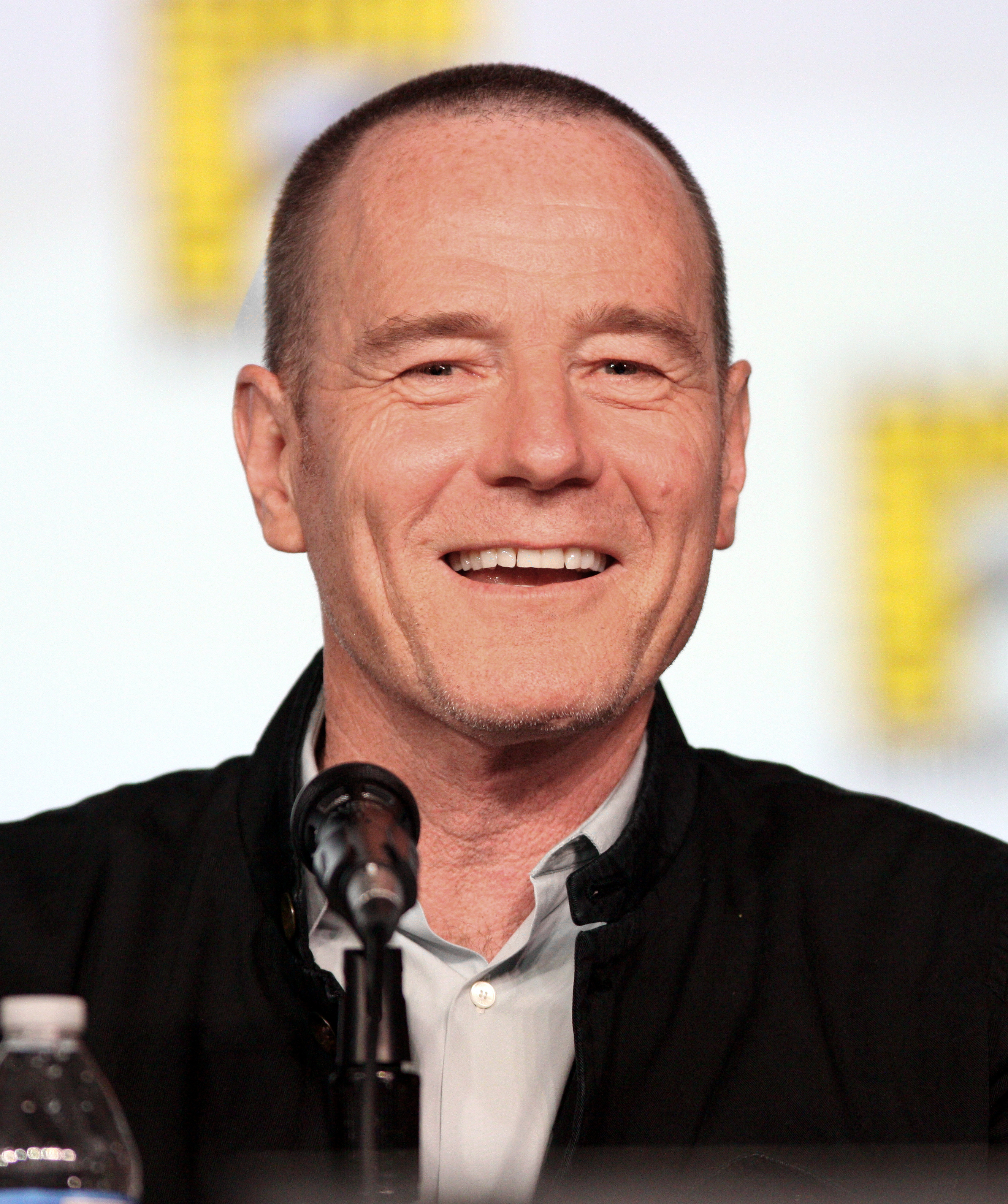
Bryan Cranston (Breaking Bad), winnaar mannelijke hoofdrol in een dramaserie

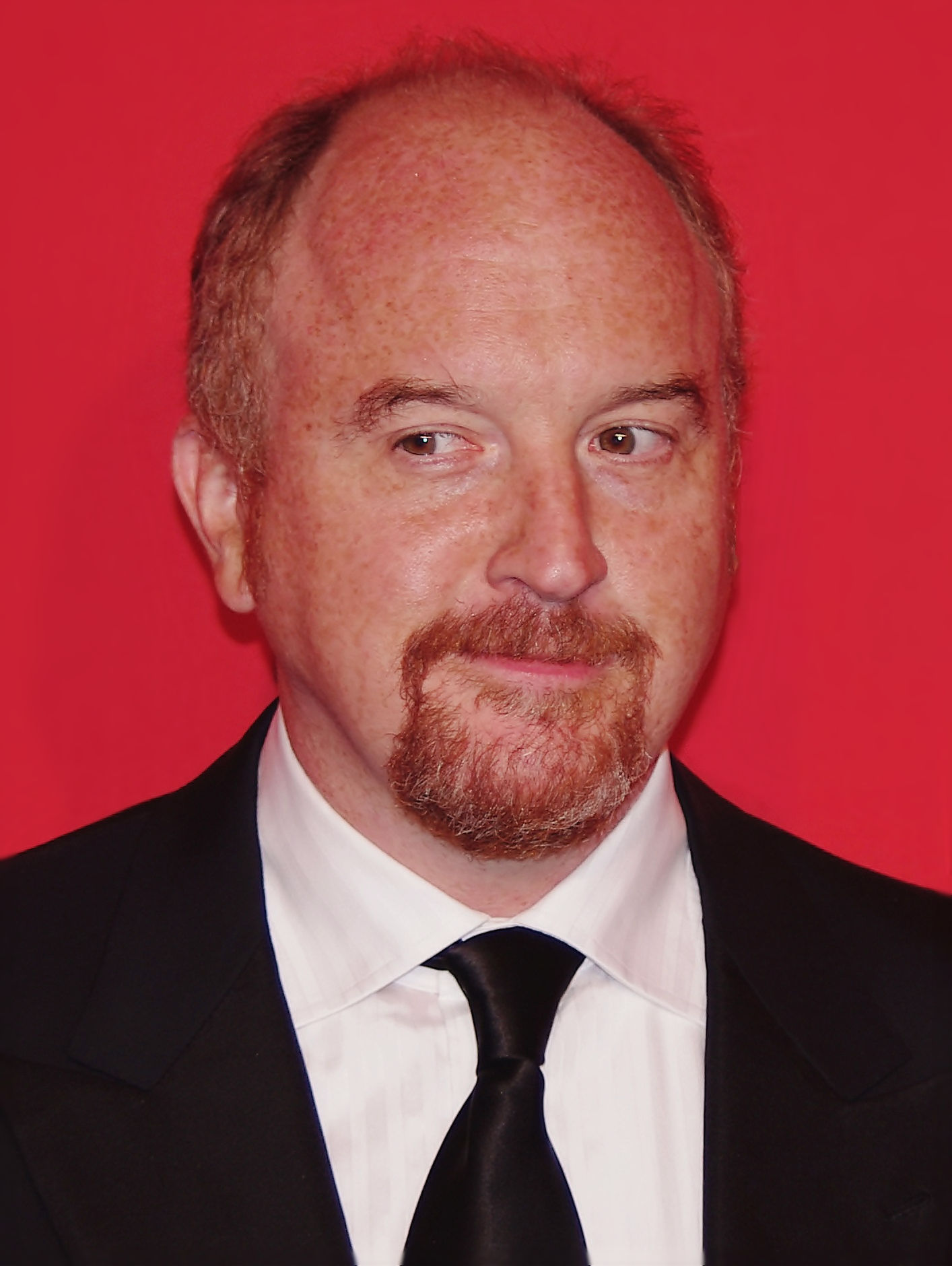
Louis C.K. (Louie), winnaar mannelijke hoofdrol in een komische serie

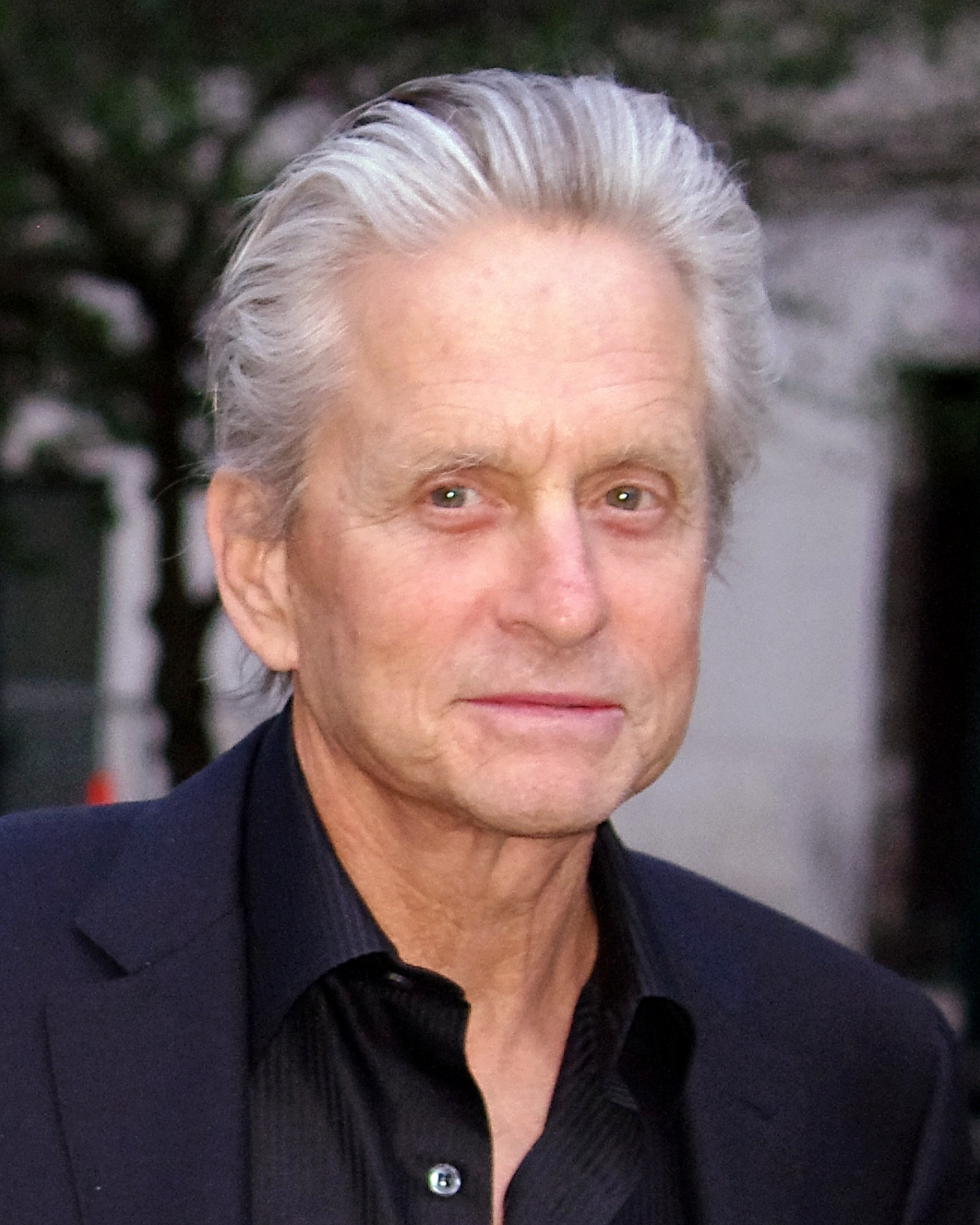
Michael Douglas (Behind the Candelabra), winnaar mannelijke hoofdrol in een film of miniserie

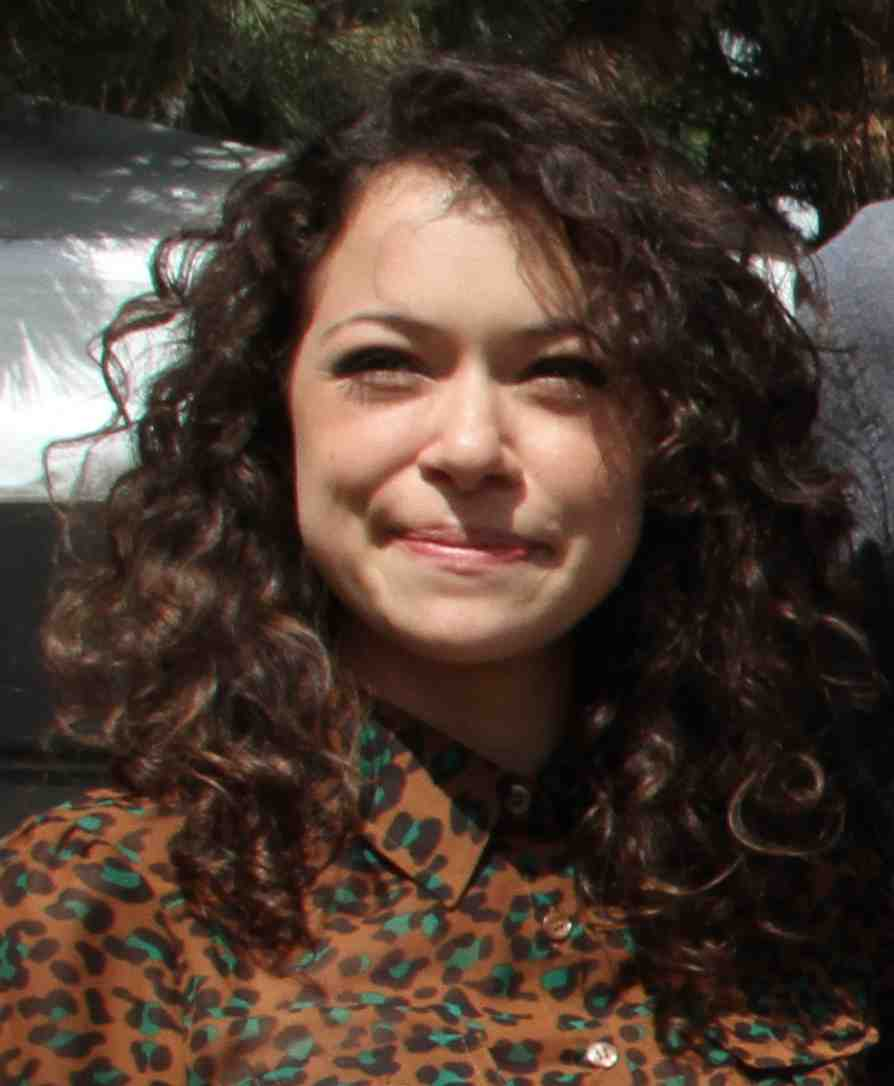
Tatiana Maslany (Orphan Black), winnaar vrouwelijke hoofdrol in een dramaserie

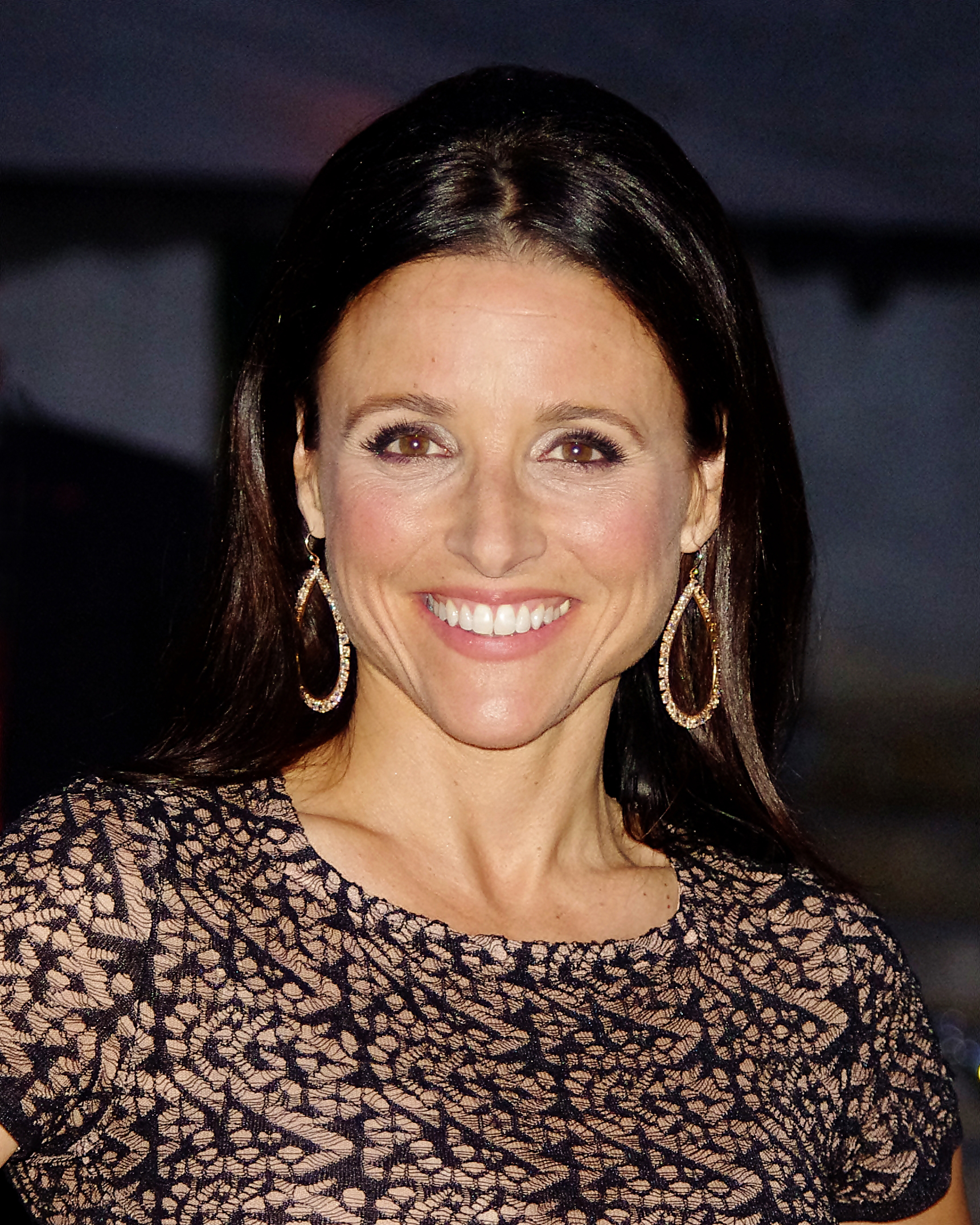
Julia Louis-Dreyfus (Veep), winnaar vrouwelijke hoofdrol in een komische serie

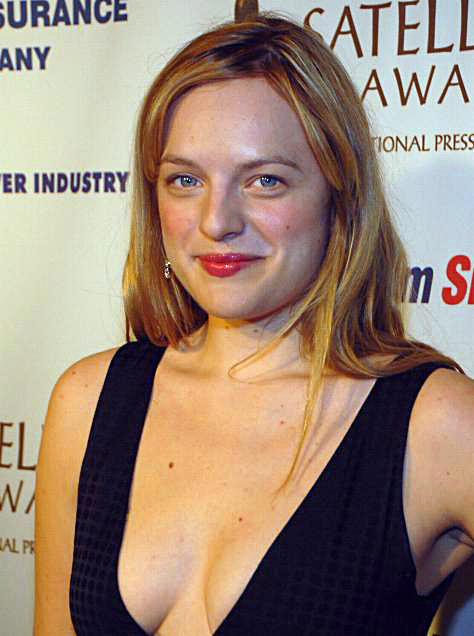
Elisabeth Moss (Top of the Lake), winnaar vrouwelijke hoofdrol in een film of miniserie

#### Mannelijke hoofdrol in een dramaserie
- Bryan Cranston als Walter White – Breaking Bad
  - Damian Lewis als Nicholas Brody – Homeland
  - Andrew Lincoln als Rick Grimes – The Walking Dead
  - Timothy Olyphant als Raylan Givens – Justified
  - Matthew Rhys als Philip Jennings – The Americans
  - Kevin Spacey als Francis Underwood – House of Cards

#### Mannelijke hoofdrol in een komische serie
- Louis C.K. als Louie – Louie
  - Don Cheadle als Marty Kaan – House of Lies
  - Jake Johnson als Nick Miller – New Girl
  - Jim Parsons als Sheldon Cooper – The Big Bang Theory
  - Adam Scott als Ben Wyatt – Parks and Recreation
  - Jeremy Sisto als George Altman – Suburgatory

#### Mannelijke hoofdrol in een film of miniserie
- Michael Douglas als Liberace – Behind the Candelabra
  - Benedict Cumberbatch als Christopher Tietjens – Parade's End
  - Matt Damon als Scott Thorson – Behind the Candelabra
  - Toby Jones als Alfred Hitchcock – The Girl
  - Al Pacino als Phil Spector – Phil Spector
  - Dominic West als Hector Madden – The Hour

#### Vrouwelijke hoofdrol in een dramaserie
- Tatiana Maslany – Orphan Black
  - Claire Danes als Carrie Mathison – Homeland
  - Vera Farmiga als Norma Bates – Bates Motel
  - Julianna Margulies als Alicia Florrick – The Good Wife
  - Elisabeth Moss als Peggy Olson – Mad Men
  - Keri Russell als Elizabeth Jennings – The Americans

#### Vrouwelijke hoofdrol in een komische serie
- Julia Louis-Dreyfus als Selina Meyer – Veep
  - Laura Dern als Amy Jellicoe – Enlightened
  - Zooey Deschanel als Jessica Day – New Girl
  - Lena Dunham als Hannah Horvath – Girls
  - Sutton Foster als Michelle Simms – Bunheads
  - Amy Poehler als Leslie Knope – Parks and Recreation

#### Vrouwelijke hoofdrol in een film of miniserie
- Elisabeth Moss als Det. Robin Griffin – Top of the Lake
  - Angela Bassett als Coretta Scott King – Betty & Coretta
  - Romola Garai als Bel Rowley – The Hour
  - Rebecca Hall als Sylvia Tietjens – Parade's End
  - Jessica Lange als Sister Jude / Judy Martin – American Horror Story: Asylum
  - Sigourney Weaver als Elaine Barrish – Political Animals

### Bijrollen

#### Mannelijke bijrol in een dramaserie
- Michael Cudlitz als John Cooper – Southland
  - Jonathan Banks als Mike Ehrmantraut – Breaking Bad
  - Nikolaj Coster-Waldau als Jaime Lannister – Game of Thrones
  - Noah Emmerich als Stan Beeman – The Americans
  - Walton Goggins als Boyd Crowder – Justified
  - Corey Stoll als Peter Russo – House of Cards

#### Mannelijke bijrol in een komische serie
- Simon Helberg als Howard Wolowitz – The Big Bang Theory
  - Max Greenfield als Schmidt – New Girl
  - Alex Karpovsky als Ray Ploshansky – Girls
  - Adam Pally als Max Blum – Happy Endings
  - Chris Pratt als Andy Dwyer – Parks and Recreation
  - Danny Pudi als Abed Nadir – Community

#### Mannelijke bijrol in een film of miniserie
- Zachary Quinto als Dr. Oliver Thredson – American Horror Story: Asylum
  - James Cromwell als Dr. Arthur Arden / Hans Grüper – American Horror Story: Asylum
  - Peter Mullan als Matt Mitcham – Top of the Lake
  - Sebastian Stan als Thomas "T.J." Hammond – Political Animals
  - David Wenham als Det. Al Parker – Top of the Lake
  - Tom Wright als Johnno Mitcham – Top of the Lake

#### Vrouwelijke bijrol in een dramaserie
- Monica Potter als Kristina Braverman – Parenthood
  - Jennifer Carpenter als Debra Morgan – Dexter
  - Emilia Clarke als Daenerys Targaryen – Game of Thrones
  - Anna Gunn als Skyler White – Breaking Bad
  - Regina King als Lydia Adams – Southland
  - Abigail Spencer als Amantha Holden – Rectify

#### Vrouwelijke bijrol in een komische serie
- Kaley Cuoco als Penny – The Big Bang Theory
- Eden Sher als Sue Heck – The Middle
  - Carly Chaikin als Dalia Oprah Royce – Suburgatory
  - Sarah Hyland als Haley Dunphy – Modern Family
  - Melissa Rauch als Dr. Bernadette Rostenkowski-Wolowitz – The Big Bang Theory
  - Casey Wilson als Penny Hartz – Happy Endings

#### Vrouwelijke bijrol in een film of miniserie
- Sarah Paulson als Lana Winters – American Horror Story: Asylum
  - Ellen Burstyn als Margaret Barrish – Political Animals
  - Sienna Miller als Tippi Hedren – The Girl
  - Lily Rabe als Sister Mary Eunice McKee – American Horror Story: Asylum
  - Imelda Staunton als Alma Reville – The Girl
  - Alfre Woodard als Louisa "Ouiser" Boudreaux – Steel Magnolias

#### Gastrol in een dramaserie
- Jane Fonda als Leona Lansing – The Newsroom
  - Jim Beaver als Sheriff Shelby Parlow – Justified
  - Martha Plimpton als Patti Nyholm – The Good Wife
  - Carrie Preston als Elsbeth Tascioni – The Good Wife
  - Diana Rigg als Lady Olenna Tyrell – Game of Thrones
  - Jimmy Smits als Nero Padilla – Sons of Anarchy

#### Gastrol in een komische serie
- Patton Oswalt als Garth Blundin  – Parks and Recreation
  - Melissa Leo als Laurie  – Louie
  - David Lynch als Jack Dall – Louie
  - Bob Newhart als Professor Proton – The Big Bang Theory
  - Molly Shannon als Eileen  – Enlightened
  - Patrick Wilson als Joshua – Girls